# 具體化謬誤
具體化謬誤（reification fallacy），是一種非形式謬誤，指將抽象概念當做真實存在的物體，而做出不合邏輯的論證。换句话说，就是把不具体的东西，比如一个想法，当作具体的东西来对待，这是错误的。

## 外部連結
- （英文） reification | concept （页面存档备份，存于）